# Берза рада
„Берза рада” југословенски ТВ филм из 1969. године. Режирао га је Даниел Марушић а сценарио је написао Марио Кривић.

## Улоге
| Глумац             | Улога |
| ------------------ | ----- |
| Карло Булић        |       |
| Нева Булић         |       |
| Тјешивој Циноти    |       |
| Петар Јеласка      |       |
| Здравка Крстуловић |       |
| Владимир Медар     |       |
| Антун Налис        |       |
| Иво Сердар         |       |
| Мирко Војковић     |       |